# Armand Rassenfosse
Armand Rassenfosse, né le 6 août 1862 à Liège où il meurt le 28 janvier 1934, est un graveur, dessinateur, lithographe et peintre belge portraitiste de la femme.

## Biographie
André Louis Armand Rassenfosse, né le 6 août 1862 à Liège, est le fils d'un commerçant ayant pignon sur rue,.
Étant autodidacte par nature, il collabore, à l’insu de sa famille, au journal Le Frondeur, sous le pseudonyme de Zig dès octobre 1882. Selon Frédéric Paques : « Les bandes dessinées de Rassenfosse sont un travail de jeunesse, encore maladroit, produit avant que l’auteur n’entre à l’Académie des Beaux Arts. L’artiste se cherche et s’inspire d’autres dessinateurs, dont Rops et, à notre sens, Mars. Il fait des essais de narration intéressants mais non aboutis, un peu étranges. Auguste Donnay et François Maréchal, qui sont pratiquement du même âge, ont déjà tous deux plus de pratique. Leurs dessins semblent plus spontanés et personnels. »
Élève puis collaborateur de Félicien Rops, Armand Rassenfosse illustre Les Fleurs du mal de Baudelaire. Il illustre également l'ouvrage Les Diaboliques de Barbey d'Aurevilly et d'autres éditions de qualité.
Avec Émile Berchmans et Auguste Donnay, il est l'un des principaux affichistes de l'imprimerie d'Auguste Bénard à Liège : la collaboration entre les trois artistes liégeois et l'imprimeur français est à la base d'une production graphique à l'avant-garde de l'art de l'affiche en Europe à la fin du XIXe et au début du XXe siècle. Deux de ses créations sont publiées par Les Maîtres de l'affiche : Grande brasserie Van Velsen et Tournoi de lutte.
Après s'être adonné au dessin et à la lithographie, il choisit de peintre, ajoutant la couleur à ses sujets féminins.
En 1900, l'architecte Paul Jaspar construit pour Armand Rassenfosse une maison rue Saint-Gilles à Liège.
Fondateur et président de la société Les peintres-graveurs ; son secrétaire était Albert Neuville. Il avait constitué cette association avec Albert Baertsoen, Frantz Charlet, Eugène Laermans et Frans Hens[réf. nécessaire].
Il meurt le 28 janvier 1934 à l'âge de 71 ans. Il est inhumé à Liège au cimetière de Saint-Gilles.

## Style artistique
Rassenfosse a choisi la femme comme l'aliment à peu près exclusif de son exaltation esthétique ; en particulier le nu féminin. La variété des postures dans lesquelles la femme est saisie lui a fourni le motif de milliers de planches et de nombreuses peintures : dévêtue dans l'intimité de sa toilette, maternelle en famille, juvénile, danseuse ou laborieuse dans l'univers industriel.

## Hommage et distinctions

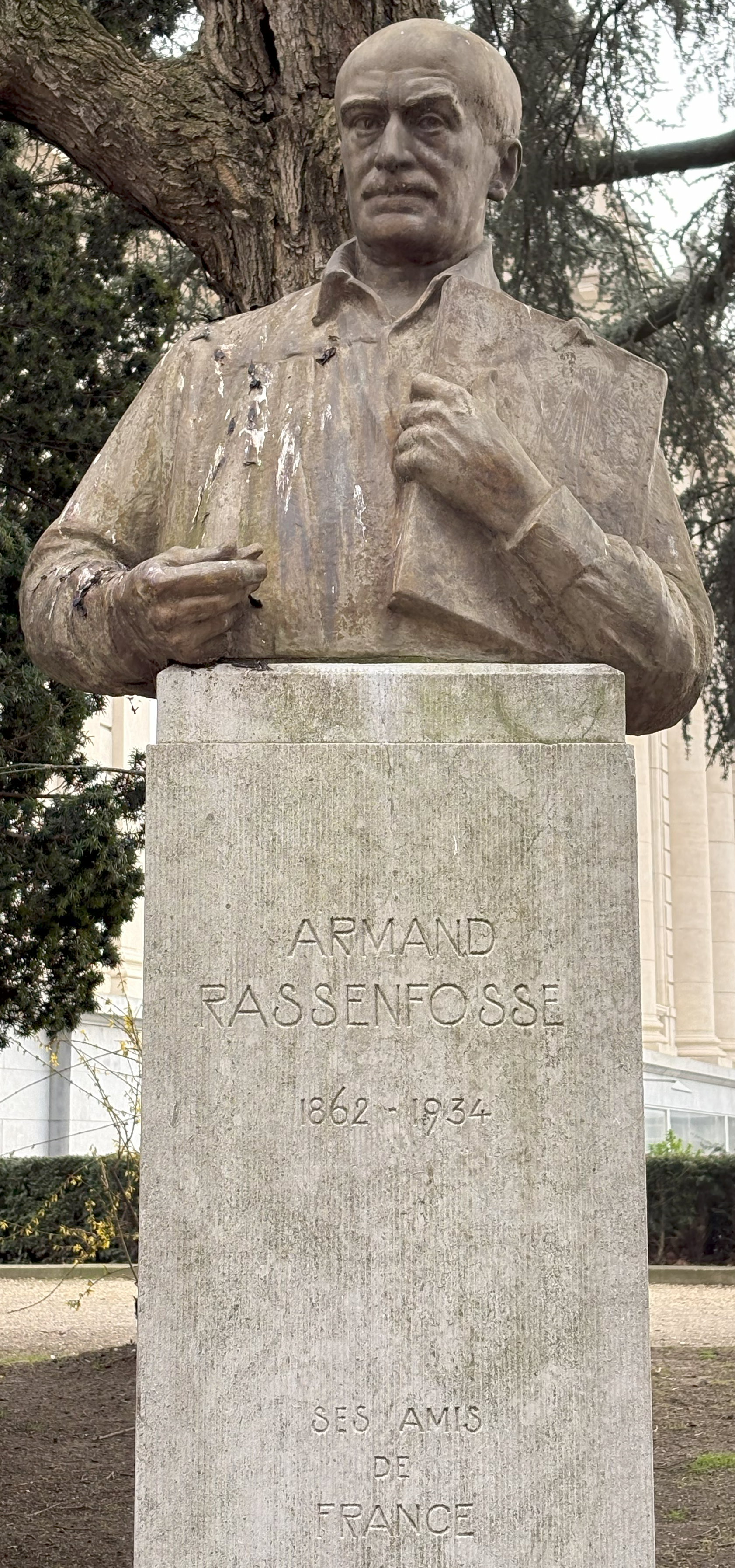
Monument Armand Rassenfosse, par le sculpteur Pierre-Félix Masseau, dans la roseraie du parc de la Boverie, à Liège.

Le Monument à Armand Rassenfosse, buste en bronze exécuté en 1934 par son ami Pierre-Félix Masseau, orne le parc de la Boverie à Liège.
Les distinctions suivantes lui ont été décernées :
- Grand officier de l'ordre de la Couronne en 1932 ;
- Commandeur de l'ordre de Léopold.

## Galerie

Œuvres d'Armand Rassenfosse
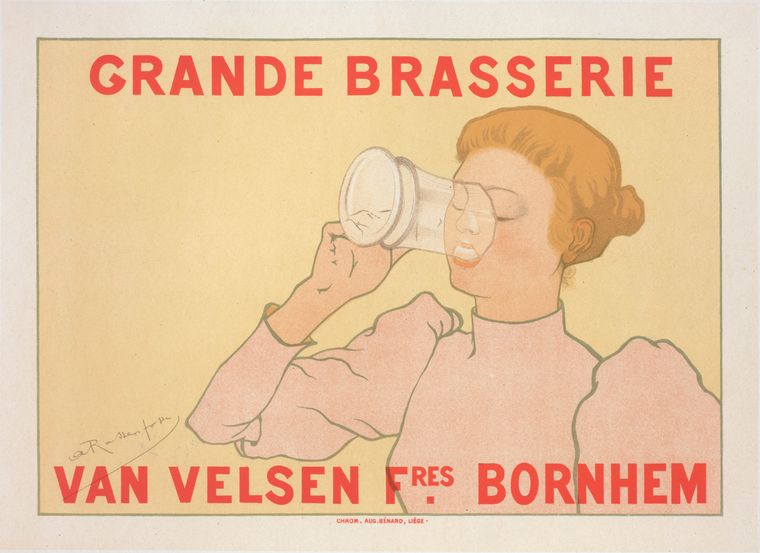
Grande Brasserie Van Velsen frères (entre 1896 et 1900), affiche.
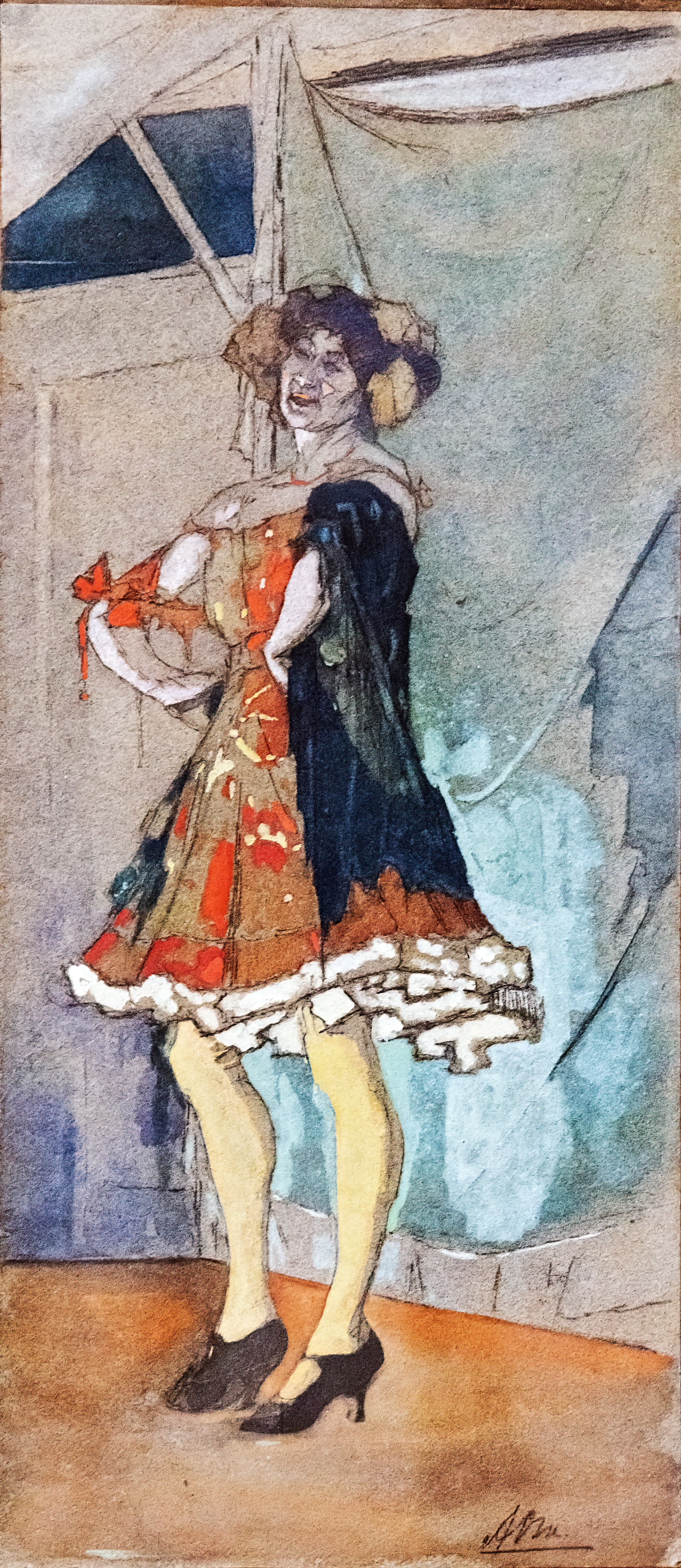
Sur la scène d'un cirque ambulant (vers 1895), collection particulière.
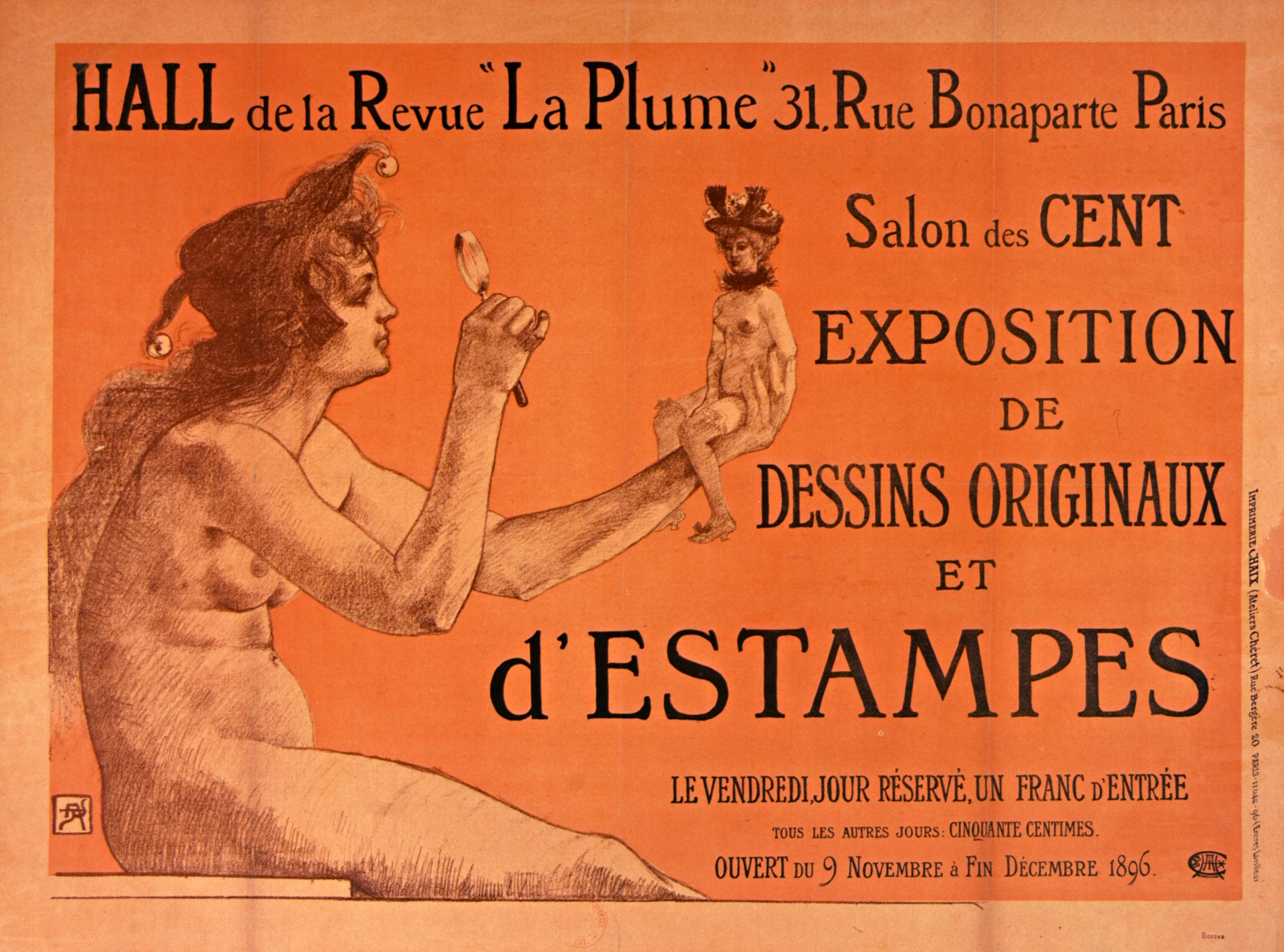
Salon des Cent, novembre 1896, affiche.
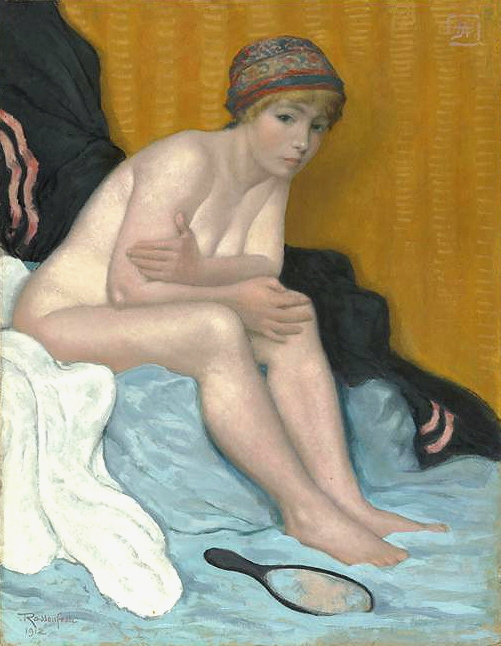
Poyette (1912), Paris, musée d'Orsay.
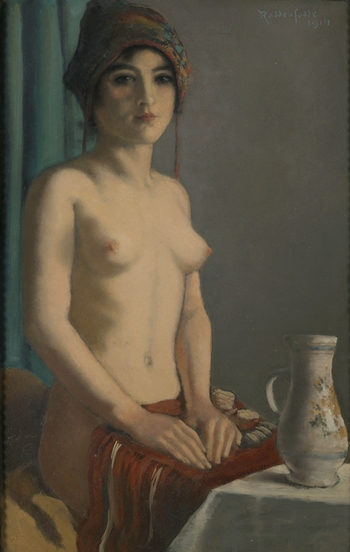
Le Bonnet hongrois (1914), Bruxelles, musées royaux des Beaux-Arts de Belgique.
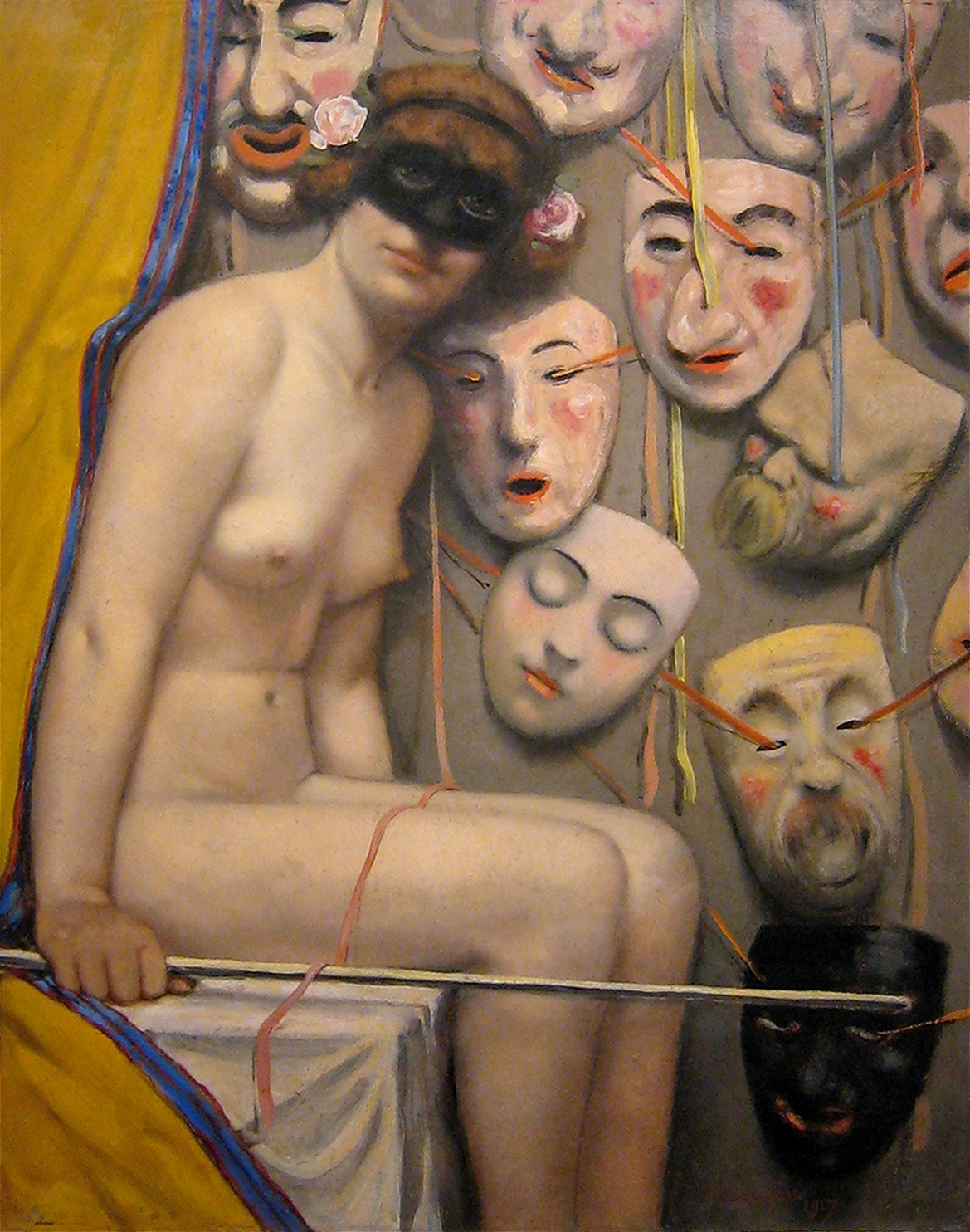
La Marchande de masques (1917), Bruxelles, fondation Roi Baudouin.
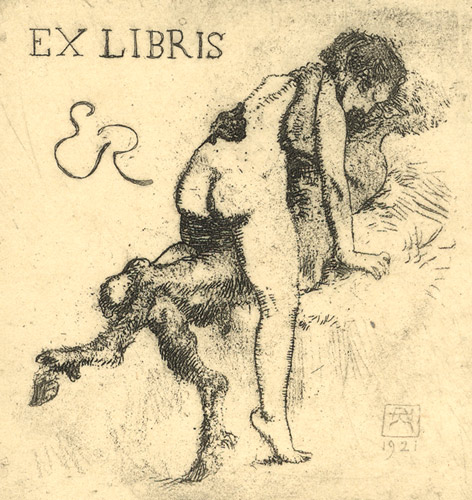
Ex-libris érotique (1921).
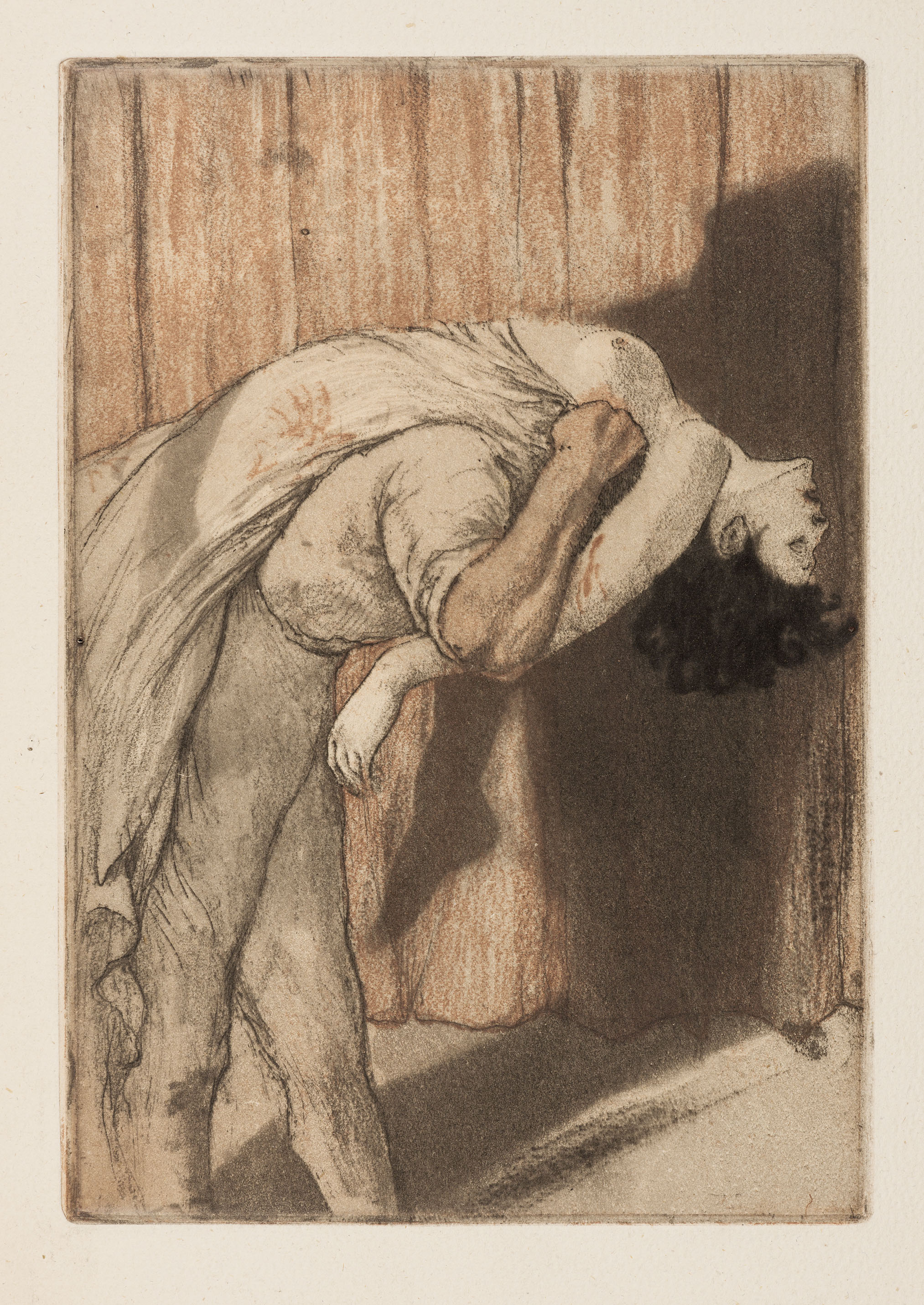
Le Rideau cramoisi (1907), illustration, Bruxelles, Fondation Roi-Baudouin.
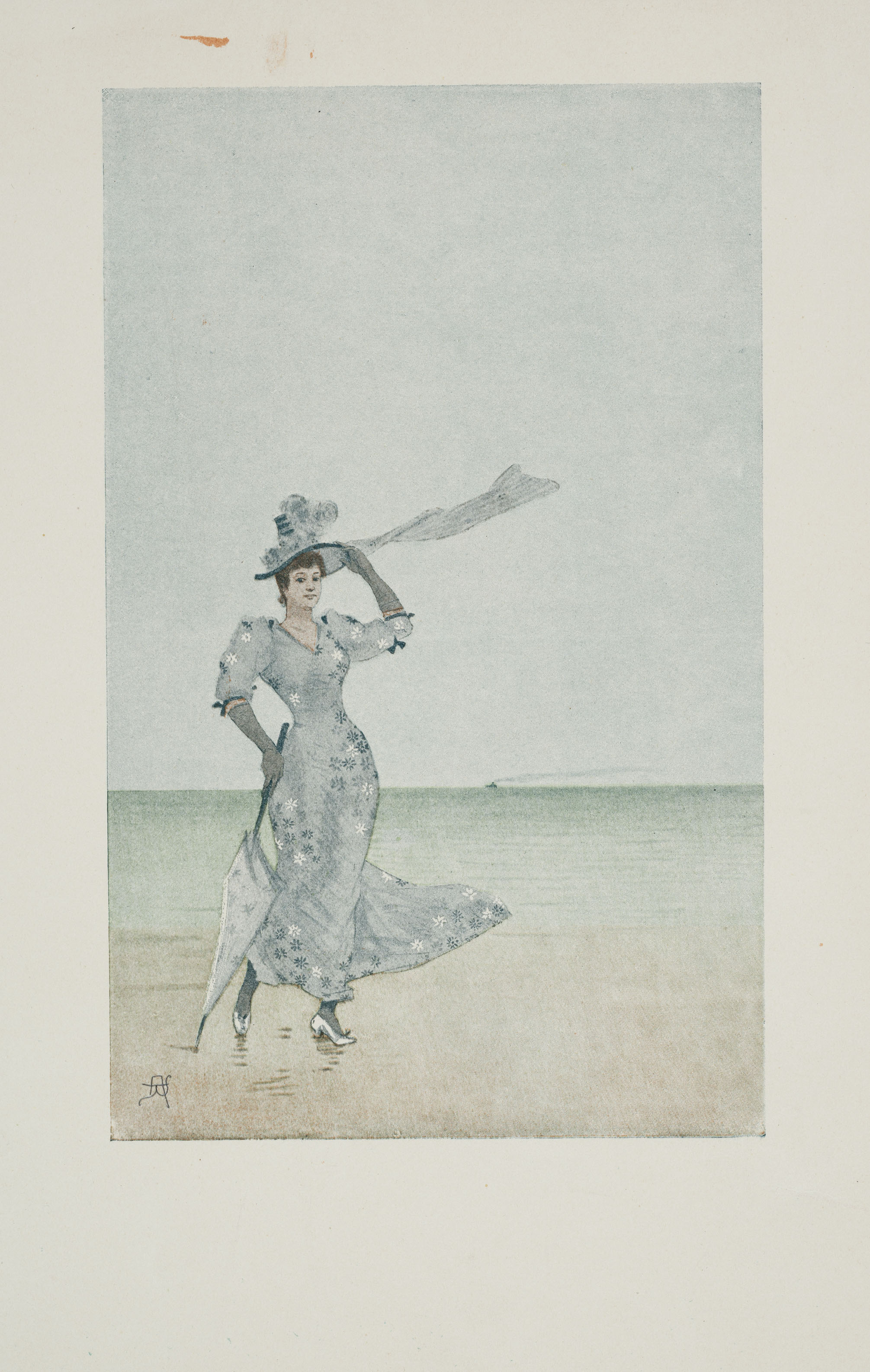
Nos plages, illustration, Bruxelles, Fondation Roi-Baudouin.
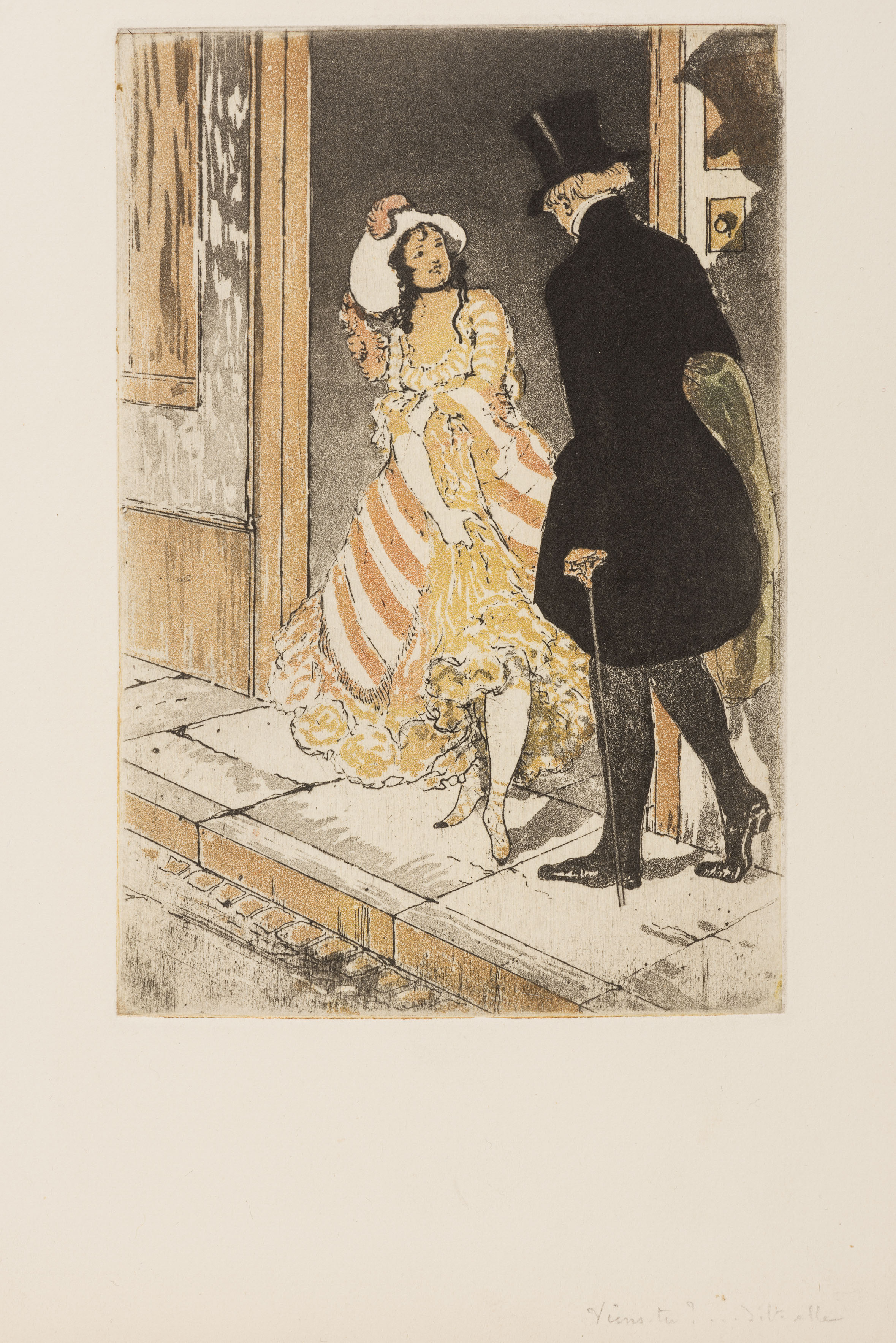
La Vengeance d'une femme, illustration, Bruxelles, Fondation Roi-Baudouin.
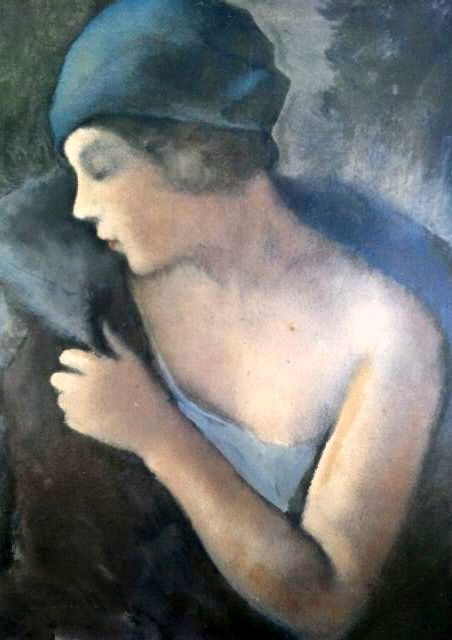
La Fille au renard argenté, localisation inconnue.